# Cavall àrab
El  cavall de raça àrab  deu la seva reputació a la seva intel·ligència, caràcter fort i resistència excel·lent. Amb un cap característic i la cua sempre en alt, el cavall àrab és una de les races de cavalls millor reconegudes en el món.
És una de les races de cavall més antigues, ja que hi ha evidència arqueològica de fa 4.500 anys de cavalls molt similars als àrabs moderns. En el transcurs de la història, els cavalls àrabs de l'Orient Mitjà es van escampar pel món gràcies al comerç i les guerres. També van ser molt utilitzats per a millorar altres races en afegir velocitat, refinament, resistència i bona estructura òssia. Avui dia, les línies àrabs es poden trobar en gairebé cada raça moderna de cavalls per a muntar.
Els cavalls àrabs es van desenvolupar en un clima desèrtic i eren valorats pels nòmades beduïns, que freqüentment els allotjaven dins de les seves botigues per cobrir-los i protegir-los. Aquesta relació propera amb els humans va crear una raça de cavall amb bona disposició, ràpid per a aprendre, i disposat a complaure. Però el cavall àrab també va desenvolupar el caràcter fort i l'estat alerta necessari en un cavall usat per als assalts de les guerres. Aquesta combinació de disposició i sensibilitat requereix que els propietaris moderns d'àrabs tractin els seus cavalls amb respecte i molta habilitat.
"El polifacètic àrab" és el lema de la raça. Els àrabs competeixen avui en molts camps d'activitat eqüestres, cosa que els fa una de les 10 races de cavall més populars en el món. Els cavalls àrabs avui es poden trobar en tot el món, incloent-hi els Estats Units, el Canadà, el Regne Unit, Austràlia, Europa continental, l'Amèrica del Sud (especialment el Brasil), i en la seva terra d'origen, l'Orient Mitjà.

## Característiques de la raça

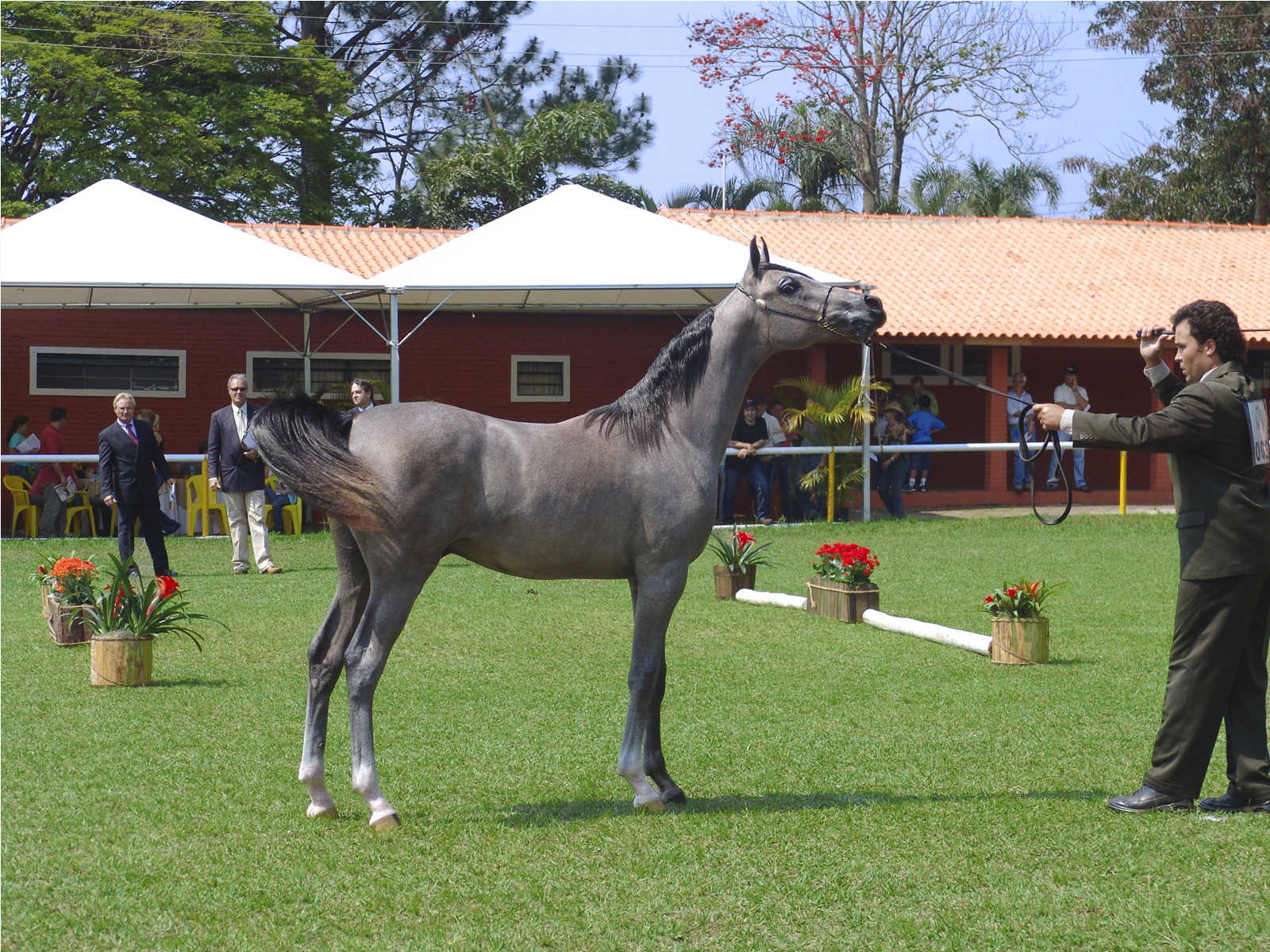
Un cavall àrab jove, demostrant perfil còncau, coll arquejat, darrere anivellat i la cua en alt

Els cavalls àrabs tenen un cap en forma de falca i ben refinada, davant ample, ulls grans, fosses nasals grans i musells petits. La majoria desplega un perfil distintivament còncau. Molts àrabs també tenen un petit augment en el front entre els ulls, anomenat jibbah pels beduïns, que afegeix més capacitat en els sins paranasals. Es creu que això els va servir en el seu natal clima sec del desert.
Altres característiques distintives són la part posterior relativament llarga i anivellada i la cua en alt. Els àrabs de bon llinatge tenen malucs profunds i ben angulats, i espatlles amb bona caiguda. La majoria tenen cossos compactes amb esquena curta. Alguns, i no tots, tenen 5 vèrtebres lumbars en comptes de les usuals 6, i 17 parells de costelles en comptes de 18. Així, un àrab pot carregar un genet pesant amb facilitat, encara que sigui petit.
Els àrabs normalment tenen ossos forts i densos, potes fortes i bones parets en els unglots. Se'ls prefereix especialment per la seva resistència. Els àrabs tenen balanç natural, agilitat i empenta, qualitats originalment essencials per a un cavall de guerra al desert, i que avui es veuen en diverses disciplines competitives.

### Alçada

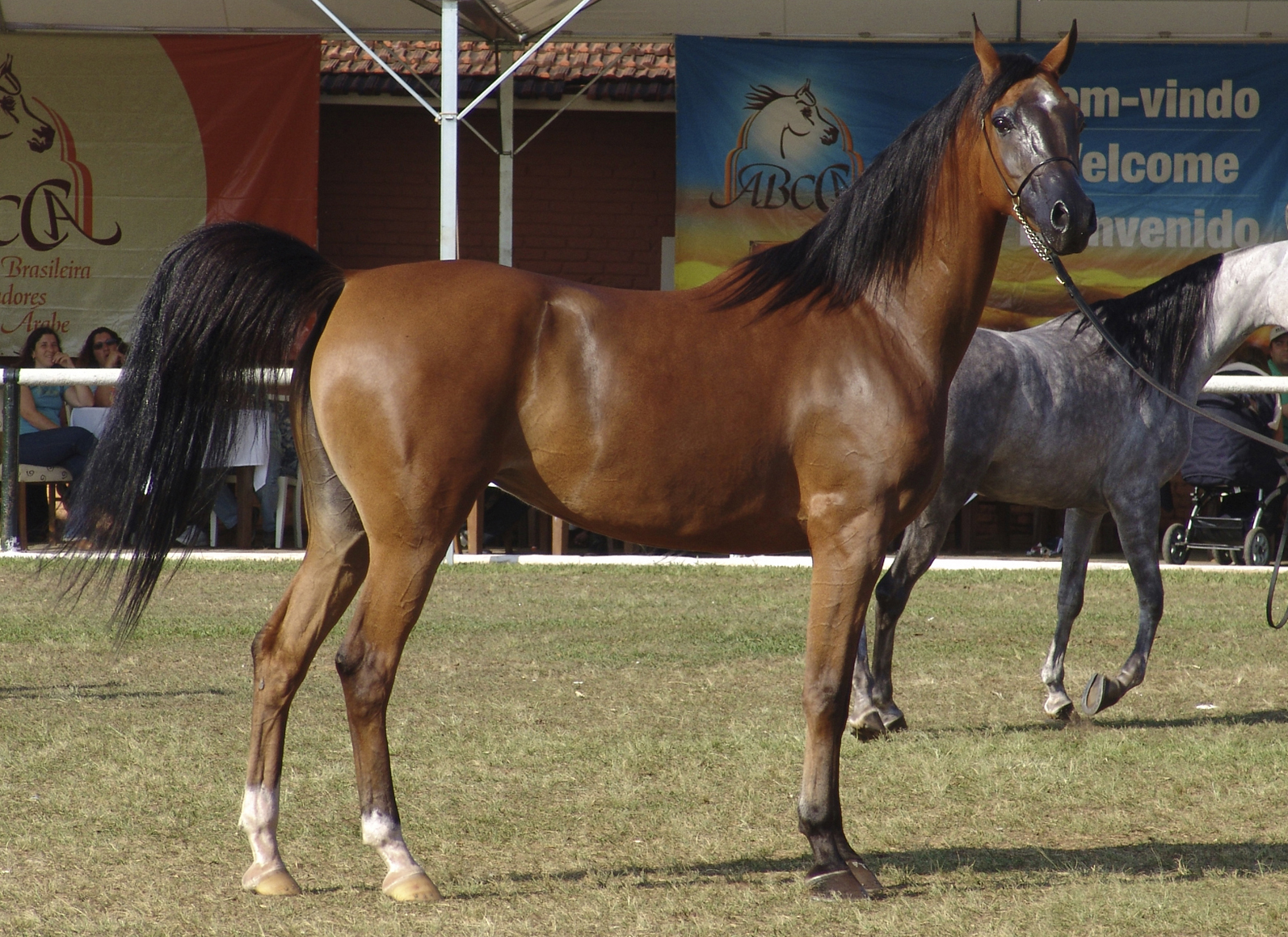
Cavall àrab

L'estàndard de raça per als cavalls àrabs, segons la Federació Eqüestre Nord-americana (United States Equestrian Federation), descriu l'àrab dempeus entre 143,3 cm i 153,4 cm d'alçada, amb algun individu ocasionalment una mica més baix o més alt. Per això, tots els àrabs, sense importar la seva alçada, són classificats com a "cavalls", tot i que 144,3 cm és l'alçada divisiva entre cavalls i ponis. Com molts propietaris de cavalls a Europa i Amèrica prefereixen animals més alts, l'àrab ha estat creuat per afegir-li alçada, i avui molts àrabs mesuren entre 152,4 i 162,6 cm.

### Temperament
Durant segles, els cavalls àrabs van viure al desert en associació propera amb els humans. Només els cavalls amb bona disposició natural se'ls permetia reproduir-se. Els àrabs són avui una de les poques races en què la United States Equestrian Federation permet que nens i nenes demostrin sementals en esdeveniments competitius limitats a genets menors de 18 anys.
D'altra banda, l'àrab també se'l classifica com una raça de "sang calenta", una categoria que inclou altres cavalls refinats i de caràcter fort, que es creuen per obtenir velocitat, com el pura sang i el cavall barbaresc. Com altres cavalls de sang calenta, la sensibilitat i intel·ligència dels àrabs permeten un aprenentatge ràpid i millor comunicació amb els seus genets. Tanmateix, la seva intel·ligència també els permet aprendre mals hàbits amb la mateixa rapidesa amb què aprendrien bons hàbits. Ràpidament poden perdre la confiança en un genet inexpert i no toleren pràctiques d'entrenament ineptes i abusives.

### Pelatges

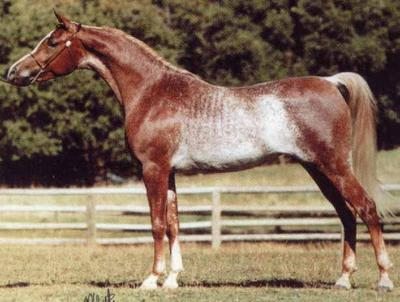
Cavall de pura raça àrab de pelatge alatzà-rabicano. (Imatge per cortesia d' Amentaah Egyptian Arabians).

Els cavalls àrabs de pura sang actuals poden presentar-se en els colors següents: castany, alatzà (roig), negre i liart (tord). També hi ha cavalls àrabs tacats sabinos i rabicanos (cua cana), però són molt rars.
Cal insistir que els pelatges dels cavalls àrabs actuals no admeten dilucions. En aquest sentit, una mala traducció de l’anglès «bay» (que vol dir castany, pelatge no diluït) pel castellà «bayo» (pelatge diluït crema) pot dur a confusió.
Els cavalls àrabs tradicionals, segons l'obra Nâçerî, podien tenir una varietat més gran de pelatges.

## Famílies
Els cavalls realment àrabs de pura sang no són tots iguals. Hi ha diferents varietats més o menys reconegudes. Amb característiques físiques i psíquiques ben determinades. Aquestes famílies o sub-races han estat explicades per alguns autors al llarg del temps.

### Autors tradicionals
- 1333. Abou Bakr Ibn Badr Eddîn Ibn El Moundir El Baïtar. Nâçerî.

Segons el tractat Nacerí d'Abú Bekr ibn Bedr (Abou Bekr ibn Bedr, any 1333) hi havia 10 races de cavalls. Les races sisena (barka, de la ciutat de Barka) i novena (marrabi o magribina) tenen relació amb el cavall barbaresc. D'acord amb el mateix autor, hi havia una subraça, heikali, dins dels cavalls de Barka. De cos poderós, extremitats grosses, unglots grossos i (en francès) quatre reins, expressió equivalent potser a 'gropa partida'.
- c1350. Ibn Hudhayl.

Va escriure el llibre Kitab túhfat al-anfus wa-xiar sukkan al-Àndalus, del qual ell mateix en va redactar una versió abreujada amb el títol Kitab hílyat al-fursan wa-xiar aix-xujan, que és un tractat sobre cavalls, equitació i armes destinat a formar els cavallers nassarites en les lluites a cavall.
L. Mercier va donar a conèixer el segon dels tractats (París, 1922) i el va publicar en francès amb el títol La parure des cavaliers et l'insigne des preux de Ben Hoḍeiel el Andalousy (París, 1924). Més recentment María Jesús Viguera n'ha fet una traducció al castellà amb el títol Gala de caballeros y blasón de paladines (1977).
- 1814. Domènec Badia i Leblich considerava sis famílies.[10]

- 1820. El comte polonès Wenceslas Rzewusky,[11] parlava d’una denominació general del cavall àrab noble ("Koheil", i el terme derivat "Kohlan") i de cinc famílies: 1. Saklavy. 2. Kobeyl, 3. Maneky. 4. Djolfe. 5. Toucye.[12]
- 1831. John Lewis Burckhardt parlava de cinc races, derivades de la llegenda de Al-Khamsa.[13][14][15]

### Carl Raswan[16]
Aquest expert nascut a Alemanya va publicar una obra especialitzada coneguda com a «Index Raswan». Raswan considerava tres famílies: Kouhaylan, Saqlaoui i Mouniqui. Cada família constava de diverses subfamílies.

#### Concepte «asil»
Els cavalls considerats «asil» eren descendents de progenitors de la mateixa família i subfamília. Constituïen la més alta expressió de puresa de sang. Hi podia haver descendents de famílies diferents o de subfamílies diferents. Aquests eren de pura sang però no pas «asil».

## Curses de cavalls àrabs
Des dels seus orígens els cavalls àrabs foren criats per la seva velocitat i resistència, entre altres qualitats. Hi ha una munió de casos concrets i documentats de cavalls rivals competint per a guanyar alguna mena de cursa.

### La cursa de Dahis i Rabra
Dues tribus beduïnes organitzaren una cursa de cavalls lliures (sense genet) a disputar en una distància d’uns 20 km (100 tirs de fletxa). Cada tribu havia de participar amb un cavall i una egua. El cap Kaïs (de la tribu dels Absides) va proposar l'estaló Dahis i l'egua Rabra. El cap Hozeïfa (de la tribu dels Fezàrides) escollí el cavall Kattar i l'egua Hanfah.
La primera part de la cursa es corria sobre terreny ferm i la parella fezàride va liderar amb un gran avantatge. Arribats però al terreny sorrenc, Dahis i Rabra prengueren la davantera. Una estratagema traidora els feu perdre la cursa. Així començà una llarga guerra entre les tribus.

### Una cursa llarga
A Algèria i cap al 1854, segons un testimoni presencial, una egua àrab va guanyar una cursa de 28 km en un temps de 59 minuts i 16 segons.

### Una cursa singular
El 25 de juliol de 1836 se celebraren a Alexandria (Egipte) diverses curses de cavalls sobre una distància de 4,5 km en línia recta. En una de les curses el guanyador fou un cavall barbaresc de Tunísia, muntat per Ferdinand de Lesseps, que competia contra tres cavalls àrabs.

### Les curses en l'actualitat
Hi ha diversos països que organitzen, amb regularitat, curses per a cavalls àrabs.
- Regne Unit. L’any 2023 foren organitzades vint curses.[25]
- França.[26]